# کانر مورفی
کانر ترنس مورفی (Conor Terence Murphy) (ایرلندی: Conchúr Ó Murchú) (متولد ۱۰ ژوئیه ۱۹۶۳)، سیاست‌مدار حزب جمهوری‌خواه شین فین ایرلند است که عضویت مجلس قوه مقننه ایرلند شمالی از نیوری و آرماگ را دارد. او از سال ۲۰۰۵ الی ۲۰۱۵ به عنوان نماینده نیوری و آرماگ در پارلمان کشور ایفای وظیفه نموده‌است.

## اوایل زندگی
مورفی در روستای کملوگ در شهر آرماگ به دنیا آمد و در جریان اعتصاب غذایی سال ۱۹۸۱ با ارتش موقت جمهوری‌خواه ایرلند پیوست. او در سال ۱۹۸۲ به دلیل عضویت در این سازمان و داشتن مواد منفجره به ۵ سال زندان محکوم شد.

## حرفه سیاسی
مورفی میان سال‌های ۱۹۸۹ و ۱۹۹۷ مشاور شین فین در شورای محلی نیوری و مورنی در منطقه فیوز، در آرماگ جنوبی و سوت داون بود و به عنوان رهبر گروه حزب‌اش در آن سطح خدمت کرد.

### انتخابات مجلس
مورفی در سال ۱۹۹۸ به عنوان یکی از دو عضو حزب‌اش برای راه‌یابی به مجلس نمایندگان ایرلند شمالی از شهر نیوری و آرماگ انتخاب شد. او در سال ۲۰۰۳ دوباره با دو همکار حزب‌اش عضویت مجلس کشور را کسب کرد. مورفی در کنار همسرش کاترین، دخترش آیینه و پسرش اویسین در روستای کملوگ در شهر آرماگ زندگی می‌کند. او نخست وارد کالج سنت کولمن، نیوری شد و سپس در دانشگاه کوئینز بلفاست و متعاقباً در دانشگاه اولستر به تحصیل پرداخت.
مورفی در سال ۲۰۰۱، برای احراز کرسی نیوری و آرماگ ویست‌منستر وارد کارزار انتخاباتی شد و پس از سیموس مالون، رئیس حزب سوسیال دموکرات و کارگر (SDLP) قرار گرفت و دومین رأی را به‌دست آرود. زمانی‌که مالون تصمیم گرفت که دوباره بر سر این کرسی رقابت نکند، مورفی به عنوان برنده آشکار این رقابت شناخته و در ۵ می ۲۰۰۵ به این سمت انتخاب گردید.

### امتناع‌گرایی و تور کنفرانس‌های حزب انگلستان
مورفی با متابعت از سیاست امتناع‌گرایی شین فین از احراز کرسی در مجلس عوام بریتانیا خودداری کرد. او در مجلس ایرلند شمالی، از ۸ می ۲۰۰۷ الی ۱۶ می ۲۰۱۱ به عنوان وزیر توسعه منطقه‌ای در هیئت اجرایی ایرلند شمالی ایفای وظیفه نمود و در جریان تور کنفرانس‌های انگلستان در پاییز ۲۰۰۵، نخستین جمهوری‌خواه ایرلندی بود که در میان اعضای حزب محافظه‌کار سخنرانی نمود و با رد کردن انفجار هوتل برایتون به منظور اظهار تأسف در مورد آن، جنجال خلق کرد.

### دادگاه در مورد انتصاب رئیس آب ایرلند شمالی
مورفی هنگامی‌که در سال ۲۰۱۱ به عنوان وزیر توسعه منطقه‌ای خدمت می‌کرد، سین هوگان کاتولیک را به عنوان رئیس آب ایرلند شمالی تعیین کرد و درخواست‌های چهار پروتستانت را در فهرست نهایی نپذیرفت. دادگاه سپس ۱۵۰ هزار پوند را به دلیل تبعیض برای یکی از متقاضیان، آلن لینون به عنوان غرامت پرداخت کرد، چون دادگاه قضاوت کرد که هوگان به این دلیل تعیین گردیده بود که «او یک پروتستانت نبود، چون او برای وزیر و همکاران حزبی‌اش (شین فین)؛ میشل گیلدرنیو و گیتریونا راون که مورفی دربارهٔ تعیینات با آن‌ها مشورت کرده بود، معروف بود. دادگاه پی‌برد که شواهد و مدارک مورفی «غیرقابل قبول و فاقد اعتبار است» و در مدتی که مورفی متصدی وزارت توسعه منطقه‌ای بود، تعصب و جانب‌داری مهمی علیه تعیینات نامزدان با پیشینه پروتستانت وجود داشت». مورفی با این یافته دادگاه که او را برچسپ «فرقه‌گرا» زده بودند، مخالفت کرد. مارتین مک‌گینس، معاون نخست‌وزیر ایرلند شمالی از او دفاع کرد و استدلال نمود که مورفی «استخوان فرقه‌گرایی در بدن خویش ندارد».

### شاهد پرونده دکلان گورملی
مورفی در دسامبر ۲۰۱۲ به عنوان شاهد در دادگاه عالی بلفاست در پرونده دکلان گورملی که مورفی او را در سال ۲۰۱۰ از سمت‌اش به عنوان مدیر غیراجرایی آب ایرلند شمالی برکنار کرده بود، حاضر شد. گورملی دربارهٔ دو اعلامیه مطبوعاتی شین فین که به گفته او افتراءآمیز بود، شکایت کرد. سپس مبلغ ۸۰ هزار پوند به عنوان غرامت برای گورملی پیشنهاد گردید.

### جنجال بر سر اظهارات مورفی دربارهٔ پاول کوین
کانر مورفی در سال ۲۰۰۷ اندکی بعد از قتل پاول کوین، در مصاحبه‌ای با اسپات لایت (Spotlight) اظهار داشت که «پاول کوین در قاچاق و جنایت دست داشت و من فکر می‌کنم هر کسی با این موافق است».
در جریان انتخابات عمومی سال ۲۰۲۰ ایرلند، دیدگاه کانر مورفی به یک موضوع بحث‌برانگیز مبدل شده بود. بریج کوین گفت که پسرش قطعاً در جنایت دست نداشت و از مورفی خواست تا اظهارات خود را پس بگیرد و از خانواده کوین به‌صورت علنی معذرت بخواهد. در ۶ فوریه ۲۰۲۰، کانر مورفی در مصاحبه‌ای با رادیو تلویزیون ایرلند گفت او اظهاراتی را که در سال ۲۰۰۷ مطرح کرده بود پس گرفته‌است و از خانواده کوین عذرخواهی کرد. بریج کوین درخواست خود را برای استعفای مورفی از وزارت مالیه در استورمونت تکرار کرد. بریج گفت که او «باید کارش را تمام کند و عدالت در برابر خانواده کوین تأمین گردد. او گفت که مورفی باید «برود و به خدمات پلیس ایرلند شمالی و پلیس این کشور بگوید که او» در ارتش جمهوری‌خواه ایرلند بعد از قتل، دقیقاً دربارهٔ چه کسی صحبت کرد. بریج همچنین گفت، کانر مورفی تا زمانی‌که به‌صورت علنی ظاهر نشود و اظهار نکند که او آماده است تا نزد خدمات پلیس ایرلند شمالی می‌رود و نام‌های ارتش جمهوری‌خواه ایرلند را که با آن‌ها در کولای‌هانا صحبت کرده، ندهد، ملاقات نخواهد کرد.